# Ljubičastoplodna aronija
Ljubičastoplodna aronija (lat. Aronia ×prunifolia), ili ljubičasta aronija je jedna od dviju hibridnih vrsta u rodu Aronije, porodica ružovki, koja je poznata pod još brojnim sinonimnim imenima. To je listopadni grm atraktivnog mirisnog cvijeća i ljubičastpg ploda koji privlače pčele, ptice i leptire. Nije podložna bolesti niti je napadaju štetnici, što jer tipično rodu Aronia.
Grm naraste do 3 m visine, cvjeta od srpnja do kolovoza, a sjemenke sazrijevaju od listopada do prosinca. Cvjetovi su hermafroditi (imaju i muške i ženske organe), a oprašuju ih kukci.
U SAD-u je poznata kao Purple Chokeberry, a uočena je da raste na području nekoliko država, kao i u istočnoj Kanadi.

## Sinonimi
- Adenorachis atropurpurea (Britton) Nieuwl.
- Aronia arbutifolia var. atropurpurea (Britton) C.K.Schneid.
- Aronia arbutifolia var. atropurpurea (Britton) F.Seym.
- Aronia atropurpurea Britton
- Aronia floribunda (Lindl.) Sweet
- Aronia ×floribunda var. typica C.K.Schneid.
- Crataegus arbutifolia Lam.
- Mespilus amelanchier var. prunifolia (Marshall) Castigl.
- Mespilus ×prunifolia Marshall
- Pyrus arbutifolia var. atropurpurea (Britton) B.L.Rob.
- Pyrus arbutifolia f. pubescens E.L.Rand & Redfield
- Pyrus arbutifolia × melanocarpa var. typica (C.K.Schneid.) Asch. & Graebn.
- Pyrus atropurpurea (Britton) L.H.Bailey
- Pyrus ×floribunda Lindl.
- Pyrus melanocarpa var. atropurpurea (Britton) Farw.
- Sorbus arbutifolia var. atropurpurea (Britton) C.K.Schneid.
- Sorbus ×floribunda (Lindl.) Heynh.
- Sorbus ×floribunda var. typica C.K.Schneid.

## Galerija
- plod
- plod